# Thorsten Weidner
Thorsten Weidner (Lauda-Königshofen, 29 dicembre 1967) è un ex schermidore tedesco, vincitore di una medaglia d'oro ed una d'argento nella scherma ai giochi olimpici. Vincitore anche di una Coppa del Mondo di scherma.